# Reinfeld (Holstein)
Reinfeld é uma cidade da Alemanha localizada no distrito de Stormarn, estado de Schleswig-Holstein.
Reinfeld é a sede do Amt de Nordstormarn, porém, não é membro.